# Відрив
Відрив (рос. отрыв, англ. detachments) — у хімії — перетворення, зворотні до прилучення, в яких від субстратної частинки відділяється фрагмент внаслідок розриву одинарного або кратного ковалентного зв'язку між двома атомами, без приєднання при цьому якогось іншого атома або групи.
Назва перетворень містить:
- а) назву частинки, вилучуваної з субстрату;
- б) суфікс-«відрив».

Приклади й назви:
- 1) СН3СООН → СН3CО2- О-гідрон-відрив;
- 2) СН3-СН2• → СН2=СН2 гідроген-відрив;
- 3) N2CHCOOEt →:CHCOOEt [динітроген]-відрив;
- 4) Ph-N=N-OH →Ph-N2 N-гідроксид-відрив.